# IJmuider Courant
De IJmuider Courant is een Nederlandse regionale ochtendkrant voor IJmuiden en omstreken, uitgegeven door HDC Media, inmiddels Mediahuis Nederland. De krant heeft een oplage van ongeveer 7.000 exemplaren (2008).

## Geschiedenis
De oorsprong van de IJmuider Courant ligt bij het 'Velsens Gratis Advertentieblad', dat voor het eerst werd uitgegeven op zaterdag 25 mei 1895. Enkele jaren later, na de overname door P.F.C. Roelse, zal deze krant verschijnen met de ondertitel IJmuider Courant. De krant werd gedrukt bij de drukker Jacob Sinjewel, gevestigd aan het Willemsplein in Oud-IJmuiden.
Sinjewel breidde het bedrijf later uit met een gratis nieuws- en advertentieblad. Rond 1916 werd de Uitgevers-Maatschappij IJmuiden NV opgericht. De IJmuider Courant verscheen toen alleen op woensdag en zaterdag. Er waren zo'n 2.300 abonnees. 
Rond de jaren 30 kreeg de IJmuider Courant met de Haarlemse concurrentie te maken. Oprechte Haarlemsche Courant begon in 1926 met het Dagblad voor IJmuiden. In 1931 kwam Haarlem's Dagblad met Het Nieuwe Avondblad, wat zorgde voor een hevige concurrentiestrijd waar ook de IJmuider Courant werd gedwongen aan mee te doen. Na een bijna faillissement werd de IJmuider Courant overgenomen door Haarlem's Dagblad-directeur Robert Peereboom. Het nieuwe blad ging Avondblad IJmuider Courant heten. 
Tijdens de oorlog moesten de overgebleven kranten (Dagblad voor IJmuiden en IJmuider Courant) van de bezetter gedwongen samenwerken. Na de oorlog verscheen de IJmuider Courant als kopblad van het Haarlems Dagblad. Inmiddels is de IJmuider Courant geen kopblad van het Haarlems Dagblad meer, hoewel beide redacties nog steeds nauw samenwerken. 
De kantoren waren achtereenvolgens gevestigd op de Kennemerlaan, Lange Nieuwstraat, Marktplein en sinds 2010 weer op de Kennemerlaan.

## Katernen en bijlagen
De IJmuider Courant verschijnt dagelijks met meerdere katernen:
- IJmond (met regionaal nieuws, verschijnt elke dag)
- Sport (sportnieuws, verschijnt elke dag)
- De smaak van IJmuiden (met culturele informatie over IJmuiden e.o., verschijnt driemaal per week)
- SpOrt (tabloidkrantje met sportnieuws, verschijnt elke maandag)
- VRIJ (een vrijdagse bijlage)
- Weekend (een zaterdagse bijlage)
- UIT (kleine tabloidbijlage die elke woensdag de uittips voor de komende week geeft)